# Северный проезд (Балашиха)
Северный проезд — улица (проезд) в микрорайоне Балашиха-3 города Балашиха Московской области.

## Описание
Северный проезд расположен в микрорайоне Балашиха-3, в крайней северной части его жилой застройки.
Берёт начало на нерегулируемом Т-образном перекрёстке с улицей 40 лет Октября, на западной стороне которой, у пункта шиномонтажа и автомойки, также начинается граница территории завода «Криогенмаш» (южнее) с лесным массивом Озёрного лесопарка (севернее). Проезд отходит от перекрёстка в восточном направлении, слегка отклоняясь к северу. Южнее проходит параллельный ему Московский проезд. Между началами обоих проездов расположено здание Балашихинского городского суда (Московский проезд, 1).
Первоначально проезд шёл совершенно прямо, полностью соответствуя прямоугольной квартальной планировке. После строительства ряда новых жилых домов (Комсомольская ул., 28 и Северный пр., 13) он принял несколько извилистую форму, огибающую придомовые территории.
Первое пересечение проезда — с Комсомольской улицей. На северной стороне этого отрезка находится интересный небольшой ансамбль из трёх двухэтажных жилых зданий послевоенной постройки.
Затем Северный проезд пересекает главную композиционную ось жилого микрорайона, где на южной стороне проезда расположен задний фасад Дворца культуры «Балашиха» (ранее — ДК «Машиностроитель»; построен в 1954), ограниченный безымянными проездами.
Заканчивается Северный проезд на пересечении с Пушкинской улицей, у западного входа на огороженную территорию стадиона «Криогенмаш» (главный вход находится на северо-восточном углу перекрёстка Московского проезда с Пушкинской улицей).
Нумерация домов — от улицы 40 лет Октября. В настоящее время по Северному проезду числится семь зданий, адресация остальных — по перпендикулярным улицам.

## Здания и сооружения
Нечётная сторона
- № 1 — жилой дом (2 этаж.; силикат. кирпич)
- № 3 — жилой дом (2 этаж.; силикат. кирпич)
- № 5 — жилой дом (2 этаж.; силикат. кирпич). В настоящее время адрес изменён на Комсомольская ул., 29.
- № 7 — жилой дом (9 этаж., 3 под.; панельный)
- № 9 — жилой дом (9 этаж., 3 под.; панельный)
- № 11 — детский сад «Радость» (2 этаж.; кирпичн.)
- № 13 — жилой дом (17 этаж.; монолитно-кирпичн.; 2005—2006)

Чётная сторона
- № 2 — жилой дом (12 этаж.; кирпичн.) с одноэтажной пристройкой

## Транспорт
Недалеко от начала Северного проезда, на улице 40 лет Октября, расположены остановочные пункты «Городской суд» (ранее — «Нарсуд»).

## Интересные факты
- В течение 2000-х годов здание детского сада (Северный пр., 11) занимало Управление архитектуры и градостроительства Балашихи. После открытия в 2010 году Многофункционального центра по предоставлению услуг населению (МФЦ) на Советской улице (дом 4) организация была переведена туда под названием Управление строительного комплекса Администрации городского округа Балашиха. Только после этого здание детского сада с территорией вернулось к использованию по своему прямому назначению.
- 7 марта 2012 года, около 17:30 в одной из квартир дома № 9 в Северном проезде прогремел взрыв. Прибывшие на место происшествия полицейские установили, что в руках хозяина квартиры — 34-летнего местного жителя, инвалида II группы, ветерана Вооруженных Сил — взорвалась граната, предположительно РГД-5. От полученных травм мужчина скончался на месте. При осмотре места происшествия полицейские нашли также выстрел к подствольному гранатомету ВОГ-25.[1]